# Amyloplast

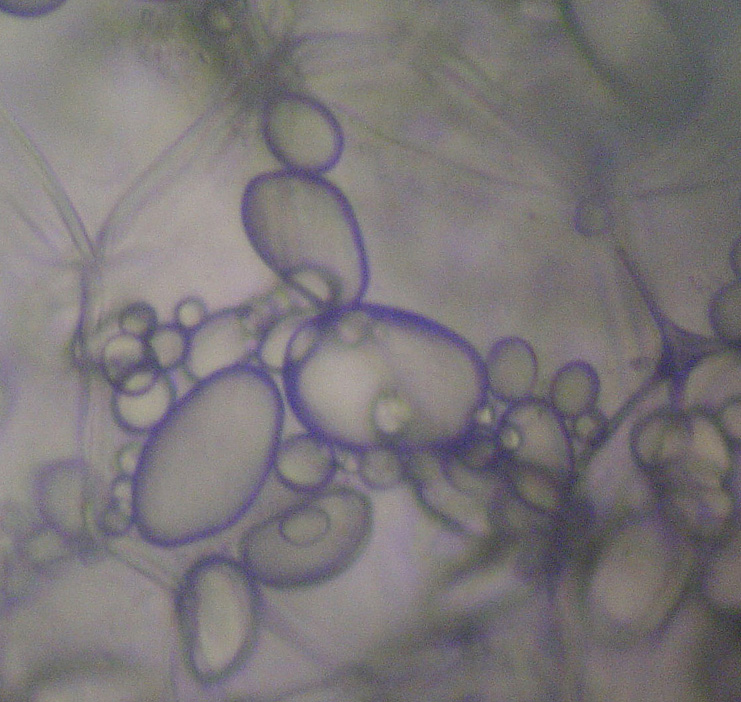
Amyloplasty w komórkach ziemniaka.

Amyloplast – rodzaj leukoplastu wytwarzający i magazynujący skrobię. Powstają one bezpośrednio z proplastydów. Pod wpływem światła przekształcają się w chloroplasty.
Występują w komórkach organów spichrzowych, w komórkach czapeczki korzenia i w komórkach merystematycznych w postaci jednego dużego ziarna (np. ziemniak, żyto, pszenica) lub wielu drobnych (np. owies, ryż).